# Casu marzu
Casu marzu (Sardijns voor rotte kaas), ook bekend als casu modde, casu cundídu, casu fràzigu of in het Italiaans: formaggio marcio (verrotte kaas), is een Sardijnse ongepasteuriseerde schapenkaas. Het is een kaas die men lang laat rijpen, tot er larven van de kaasvlieg (Piophila casei) in nestelen. Dit doet men door de kaas buiten te leggen met een deel van de korst verwijderd. Via een in de kaas gemaakt gat wordt er een vlieg in de kaas gestopt.
De kaassoort verkrijgt men door de Sardijnse variant op de pecorino zeer lang te laten rijpen, tot een niveau dat feitelijk over de grens van verrotting ligt. De larven die zich erin vestigen breken veel van de vetten af  door de zuren in hun spijsverteringskanaal en maken de kaas zeer zacht, soms stroperig, terwijl er vaak vocht (lagrima genoemd) uitsijpelt. De maden zijn kleurloos en meten ongeveer acht millimeter. Ze kunnen echter zeer hoog (tot 15 centimeter) springen, zodat aangeraden wordt dat degene die de kaas eet zijn ogen bedekt, want de kaas wordt verkocht en opgediend met de maden er nog in.

## Consumptie
De echte liefhebber eet de kaas met de larven er nog in. Er is een manier om de larven er voor consumptie uit te halen. Dit kan men doen door de kaas te verpakken in een plastic luchtdichte zak. De stikkende larven zullen uit de kaas in de zak springen en veroorzaken een zacht aanhoudend tikkend geluid. Wanneer dit ophoudt zijn alle larven uit de kaas gesprongen en dood.
Wanneer de kaas zover gerijpt is dat de larven spontaan gestorven zijn, is dit een teken dat de kaas niet meer gegeten kan worden.
Casu marzu eet men bij voorkeur uitgesmeerd op een stuk krokant brood (pane carasau) en een glas sterke rode wijn (Cannonau). Zowel de geur als smaak zijn zeer scherp. De kaas heeft een ammoniakachtige smaak en brandt licht op de tong. Na consumptie blijft er nog enige tijd een nasmaak in de mond hangen. De kaas wordt volgens het bijgeloof wel gezien als afrodisiacum.

## Gezondheid

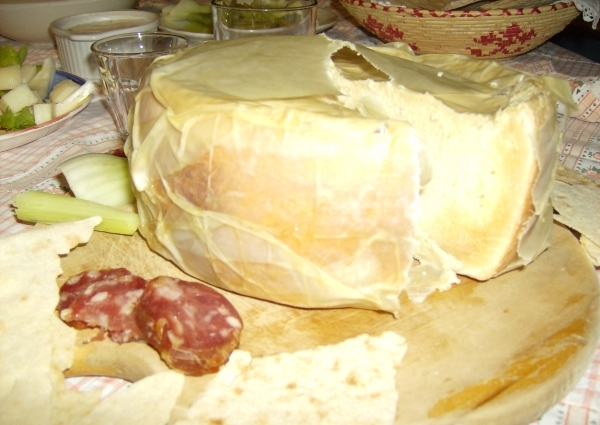
Sardijnse casu marzu met pane carasau en worst van Sardijnse wildzwijn.

De gemiddelde mens kan de consumptie van deze kaas goed verdragen indien de larven worden stukgekauwd. De larven zijn verder niet schadelijk want die overleven de spijsvertering niet. Er is geen enkel gedocumenteerd geval van iemand die er ziek van geworden is.
Volgens sommige voedingswetenschappers is het mogelijk dat de larven het maagzuur overleven en in de darm blijven, wat leidt tot een aandoening die pseudomyiasis wordt genoemd. Er zijn gedocumenteerde gevallen van pseudomyiasis met P. casei.
In zowel de VS als de Europese Unie is de kaas verboden. Op Sardinië wordt de kaas nog steeds rijkelijk geconsumeerd ondanks het verbod in de Europese Unie (waar Italië deel van uitmaakt).

## Varianten
Er zijn verschillende varianten van buiten Sardinië. De Corsicaanse variant heet Casgiu Merzu.